# Hans Matt-Willmatt
Hans Matt-Willmatt (* 15. August 1898 in Hauingen; † 8. Dezember 1978 in Stühlingen) war ein Dichter, Schriftsteller, Heimatforscher und Mitbegründer des  Geschichtsverein Hochrhein.

## Leben
Matt-Willmatt wuchs als Hirtenjunge im Hotzenwald auf und nahm mit 16 Jahren am Ersten Weltkrieg teil. Danach wurde er Schauspieler in Lübeck und unternahm Wanderungen durch die Lüneburger Heide und in den östlichen Donauländern. Auch am Zweiten Weltkrieg nahm er teil und erlitt dort schwere Verletzungen. Danach widmete er sich heimatkundlichen Themen. Hans Matt-Willmatt war seit 1948 in vierter Ehe verheiratet und Vater von insgesamt acht Kindern. Er arbeitete als freischaffender Schriftsteller und sammelte über mehrere Jahre Sagen, Märchen und Legenden aus dem Schwarzwald und insbesondere dem Hotzenwald. Von 1966 bis zu seinem Tod im Jahr 1978 lebte er in Stühlingen im Landkreis Waldshut.

## Schriften
- Die Chronik des Kreises Waldshut. Vocke Verlag, Waldshut 1956.
- Schöne Heimat am Hochrhein – Bilder von den Menschen und ihrer Arbeit im Landkreis Waldshut. Südkurier, 1967.
- Berau im südlichen Schwarzwald. H. Zimmermann, Waldshut-Tiengen 1969, OCLC 603141135.
- Witz und Schnitz vom Hotzenwald. Moritz Schauenburg, 1975, ISBN 3-7946-0120-3.
- Sagen vom Hochrhein und Hotzenwald. Moritz Schauenburg, 1986, ISBN 3-7946-0243-9.